# FIVA
Fédération Internationale des Vehiculés Anciens (FIVA) är en internationell orghanistion för
veteranbil, som grundades 1966 och har sitt säte i Turin i Italien.
FIVA hade 2023 ett hundratal medlemsorganisationer i omkring 75 länder.
FIVA delar in veteranfordon i fem klasser: 
- "Antique" - fordon tillverkade före 1905
- "Veteran" - fordon tillverkade 1905-1918
- "Vintage" - fordon tillverkade 1919-1930
  - Classic" - fordon tillverkade 1931-1945
- "Post 1945" - fordon tillverkade 1946-1960

## Medlemmar i urval
- Motorhistorisk Samråd, Danmark
- Suomen automobiilihistoriallinen klubi (SA-HK), Finland
- Veteraanimoottoripyöräklubi (VMPK), Finland
- Fédération Française des Véhicules d’Époque (FFVE), Frankrike
- Landsrådet for Motorhistoriske Kjøretøyklubber (LMK), Norge
- Motorhistoriska Riksförbundet (MHRF),Sverige
- Federation of British Historic Vehicle Clubs (FBHVC), Storbritannien